# Annual Review of Immunology
Annual Review of Immunology – recenzowany periodyk naukowy ukazujący się raz w roku i publikujący artykuły przeglądowe z dziedziny immunologii. Czasopismo powstało w 1983 roku, a jego wydawcą jest Annual Reviews.
Czasopismo ma 2 redaktorów naczelnych: Dana R. Littmana z New York University School of Medicine i Wayne'a M. Yokoyamę z Washington University School of Medicine.
Impact factor periodyku za rok 2015 wyniósł 35,543, co uplasowało go na 2. miejscu spośród 150 czasopism w kategorii „immunologia”. Na polskiej liście czasopism punktowanych przez Ministerstwo Nauki i Szkolnictwa Wyższego z 2015 roku „Annual Review of Immunology” przyznano maksymalną liczbę punktów – 50.